# Фиатирская архиепископия
Фиати́рская и Великобрита́нская архиепископи́я (греч. Αρχιεπισκοπής Θυατείρων και Μεγάλης Βρετανίας, англ. The Archdiocese of Thyateira and Great Britain) — епархия Константинопольского патриархата на территории Великобритании с центром в Лондоне. Крупнейшая православная деноминация в Великобритании, насчитывающая более 100 приходов.
Кафедральный собор — собор Всех Святых в Лондоне.
Правящий архиерей — архиепископ Никита (Лулиас) (с 2019 года).

## История

### Греки в Великобритании до Первой мировой войны
Греки жили в Великобритании с незапамятных времён. Изначально они прибыли сюда в качестве моряков и купцов, затем в качестве наёмников (особенно после взятия Константинополя турками в 1453 году), а затем как студенты в течение долгих лет османского владычества в Греции и на греческих островах (1453—1821).
Первая организованная греческая православная община, тем не менее, была создана в Лондоне в 1670-х годах, когда группа около 100 беженцев, вероятно, из Мани, под руководством священника по имени Даниил Вулгарис, пыталась получить разрешение от Церкви Англии и государственной власти Англии создать Греческий православный религиозный центр в самом центре Лондона. Разрешение было выдано в 1677 году архиепископу Иосифу (Георгиринесу) из Самоса, который приехал в Лондон, чтобы издать одну из своих книг. Церковь была построена в конце концов в Soho Fields, на участке, предложенном тогдашним епископом Лондона Генри Комптоном, на деньги, собранные архиепископом Иосифом от различных жертвователей. Эта церковь, однако, была конфискована без причины со стороны властей в 1684 году и передана гугенотам к неудовольствию греческого архиепископа, который дал волю своему гневу по поводу этой вопиющей несправедливости в брошюре, копия которой ныне находится в настоящее время в Британской библиотеке.
После этого греческая община Лондона окормлялась при русской посольской церкви вплоть до 1837 года, когда они создали свою собственную греческую православную часовню на Финсбери-Сёркус, в лондонском Сити. В 1850 году они построили новую церковь на Лондон-стрит в лондонском Сити, а в 1877 году церковь святой Софии — премудрости Божией на Москоу-роуд в Бэйсуотере.
К тому времени число греков, которые осели в Великобритании, возросло, особенно в течение первых десятилетий XIX века. Они селились не только в Лондоне, но и в других крупных торговых городах. В 1860-х годах греческие церкви были построены в Манчестере и Ливерпуле. В 1906 году была построена церковь в Кардиффе.
Таким образом, к началу Первой мировой войны в 1914 году, в Великобритании существовало четыре процветающие греческие православные общины, которые имели свои собственные храмы: Софийский собор в Лондоне, Благовещенский в Манчестере, Свято-Никольский в Ливерпуле и Свято-Никольский в Кардиффе.
Однако со времени своего основания эти четыре греческих православные общины не имели прямой связи с каким-либо из греческих патриархатов или автокефальных церквей. С 1908 по 1922 году эти общины, наряду с другими приходами в Западной Европе и Америке, находились в ведении Элладской православной церкви.

### Фиатирская митрополия с юрисдикцией над Европой
В 1922 году решением Священного Синода Константинопольского Патриархата, по инициативе Патриарха Мелетия (Метаксакиса), была образована Фиатирская архиепископия с юрисдикцией над Западной и Центральной Европой, названная в честь древней Фиатирской митрополии в Малой Азии. Правящим архиереем стал соратник Патриарха Мелетия, Герман (Стринопулос), титул которого был: «митрополит Фиатирский, ипертим и экзарх Западной и Центральной Европы». Его кафедра находилась в Лондоне.
В соответствии с выдвинутой Патриархом Мелетием идеей о том, что вся православная диаспора должна быть подчинена Константинопольскому Патриархату, юрисдикция Фиатирской митрополии была заявлена над всеми православными приходами Западной и Центральной Европы, число которых значительно возросло по сравнению с началом Первой Мировой Войны. Однако на деле Фиатирская митрополия объединяла преимущественно греческие приходы.
Но 15 апреля 1924 года приходы Центральной Европы были переподчинены сначала навосозданной Венгерской митрополии, а после её упразднения 12 августа 1924 года — титулярной Амасийской митрополии и экзархату Центральной Европы, а в юрисдикции Фиатирской митрополии остались Западная и Северная Европа. Но 15 сентября 1936 года вся Центральная Европа вновь перешла под юрисдикцию Фиатирского иерарха.
В 1951 году митрополит Герман (Стринопулос) скончался, и Фиатирскую митрополию возглавил митрополит Афинагор (Каввадас), который в 1954 году был наделён саном архиепископа, а Фиатирская митрополия стала соответственно архиепископией.
В ту пору Фиатирская митрополия позиционировала себя как церковь для греков и не занималась миссионерством. По воспоминаниям митрополита Каллиста (Уэра), в конце 1950-х, когда он, будучи англиканином, захотел перейти в православие, викарный епископ Иаков (Вирвос) стал отговаривать его от перехода в православие, говоря: «Мы всего лишь церковь для эмигрантов, для греков и русских, и здесь нет места англичанину. Тебе стоит оставаться в Англиканской Церкви, это очень хорошая Церковь. У нас хорошие отношения с англиканами. Тебе следует оставаться там».
Обширная Фиатирская архиепископия, число приходов которой увеличивалось во время управления ею архиепископа Афинагора (Каввадаса), в итоге к моменту его смерти стала малоуправляемой. В управлении ею архиепископу Афинагору помогали в общей сложности пять викарных епископов: епископ Ригийский Мелетий (Карабинис) для Франции, митрополит Мелитский Иаков (Кукузис), епископ Фермонский Хризостом (Цитер) для Австрии, епископ Апамейский Иаков (Вирвос) для Великобритании и епископ Равеннский Георгий (Вяльбе) для окормления эстонцев за рубежом; кроме того в ведении архиепископа Афинагора перешёл епископ Матфей (Семашко), окормлявший польскую паству в Западной Европе.

### Фиатирская и Великобританская архиепископия
В октябре 1963 года приходы в континентальной Европе отошли в состав новообразованных Галльской, Германской и Австрийской митрополий. В ведении Фиатирской митрополии остались Великобритания, Ирландия, Швеция, Норвегия, Исландия и Мальта.
В начале 1960-х годов в Великобритании было 11 греческих приходов при общем количестве греческого населения в 150—200 тысяч человек. С прибытием митрополита Афинагора (Коккинакиса) (1963—1979) число церквей увеличилось.
24 февраля 1968 году Фиатирская и Великобританская митрополия стала архиепископией.
12 августа 1969 года решением Священного Синода Константинопольского патриархата территория Швеции, Норвегии и Исландии отошла к новообразованной Шведской митрополии с центром в городе Стокгольме (туда также вошла и Дания из Германской митрополии). Фиатирская кафедра, в ведении которой остались Великобритания, Ирландия и Мальта, стала именоваться Фиатирской и Великобританской митрополией.
В марте 2005 года территория Мальты была передана в состав Итальянской митрополии.
В связи с упразднением 27 ноября 2018 года Экзархата приходов русской традиции в Западной Европе и присоединении большей части его приходов к Русской православной церкви в 2019 году, 18 приходов бывшего экзархата в Великобритании перешли в подчинение Фиатирской архиепископии.
22 марта 2024 года приходы Ирландии (Республика Ирландия и Северная Ирландия) выделены в отдельную Ирландскую митрополию.

## Современное положение
Фиатирская архиепископия имеет в настоящее время около 100 приходов на территории Великобритании, один крупный монастырь и несколько мелких монашеских общин.
Официальный печатный орган Архиепископии — журнал «Ορθόδοξος Κήρυξ» («Православный вестник»), выходящий шесть раз в год. При архиепископии существует ряд общеобразовательных и катехизических школ, а также школа византийской музыки.
Местные общины более или менее самоуправляемы, а Архиепископия выступает в качестве направляющего  органа, в то время как община и церковные лидеры используют всю свою энергию и инициативу для обеспечения успеха местной общины во всех аспектах религиозной и социальной деятельности. Таким образом, каждая местная община непосредственно владеет всем имуществом, приобретённым для её религиозных и образовательных потребностей, хотя епархия всегда в полной мере осведомлена о делах и играет ведущую роль в разнообразной деятельности своих приходов. Назначение любого священника или старосты должно получить предварительное одобрение архиепископа, а общая деятельность сообщества должна соответствовать правилам и положениям Архиепископии, которая, в свою очередь, находится под прямой юрисдикцией Константинопольского Патриархата.

## Епархиальные архиереи
Сначала в сане митрополита (24 марта 1922 — 24 февраля 1968), а позднее — архиепископа (с 24 февраля 1968)
- Герман (Стринопулос) (24 марта 1922 — 23 января 1951)
- Афинагор (Кавадас) (12 апреля 1951 — 15 октября 1962)
- Иаков (Вирвос) (октября 1962 — декабрь 1963) в/у, еп. Апамейский
- Афинагор (Коккинакис) (10 декабря 1963 — 9 сентября 1979)
- Мефодий (Фуйас) (9 октября 1979 — 16 апреля 1988)
- Григорий (Феохарус) (16 апреля 1988 — 12 июня 2019)
- Никита (Лулиас) (с 12 июня 2019 года)

### Викарии
- епископ Ригийский Мелетий (Карабинис) (28 июня 1953 — 22 октября 1963)
- епископ Фермский Хризостом (Цитер) (6 ноября 1955 — 22 октября 1963)
- епископ Апамейский Иаков (Вирвос) (13 мая 1956 — 10 декабря 1963)
- епископ Троадский Андрей (Лагурос) (1965 — 1974) (на Мальте)
- епископ Тропейский Григорий (Феохарус) (12 декабря 1970 — 16 апреля 1988)
- епископ Кианейский Хризостом (Маврояннопулос) (19 декабря 1970 — 10 июля 2019)
- епископ Телмисский Христофор (Коммодатос) (12 марта 1977 — 2002)
- епископ Милитупольский Тимофей (Кацияннис) (19 марта 1977 — 1998)
- епископ Аспендский Матфей (Семашко) (13 апреля 1978 — 13 марта 1985)
- епископ Патарский Ириней (Василиу) (14 декабря 1980 — 1998)
- епископ Зинупольский Аристарх (Мавракис) (1981 — 9 августа 2002)
- епископ Диоклийский Каллист (Уэр) (6 июня 1982 — 30 марта 2007)
- епископ Нисский Елевферий (Кацаитис) (6 февраля 1987 — 1994)
- епископ Тропейский Афанасий (Феохарус) (12 апреля 1997 — 14 января 2021)
- епископ Назианзский Феодорит (Полизогопулос) (9 марта 2000 — 2009)
- епископ Илионский Рафаил (Павурис) (с 9 марта 2021)
- епископ Клавдиопольский Иаков (Савва) (с 21 марта 2021)
- епископ Мелитинийский Максим (Пафилис) (с 20 июля 2021)